# Daniel Branca
Daniel Branca (7 de diciembre de 1951- Buenos Aires -28 de enero de 2005) fue un dibujante y artista argentino. Alcanzó gran reconocimiento mundial por su labor en Disney, donde dibujó a personajes como el Pato Donald. 

## Biografía
Comenzó tempranamente su carrera de dibujante en una agencia publicitaria. Poco después ingresó a trabajar en una red de televisión local, más concretamente, en la división de animadores del personal de Carlos Constantini, colaborando en la realización de los cortos animados de Doña Tele (proyectados en el programa Zapato Roto). a la vez que desarrollaron proyectos con su compatriota Oscar Fernández, como McPerro, un personaje muy popular de los años 1970 y el Sátiro Virgen, seguido por La Pochi, en la revista Satiricón. Más tarde para la revista infantil "Billiken", dio vida al Mono Relojero, esta vez con guiones de Enrique Pinti.
En el año 1976 viajó a Barcelona, (España) donde comenzó a trabajar para la editorial Bruguera dibujando una sátira medieval titulada Caramelot, y luego Sir Bombin, Zipi y Zape y Gaby, Miliki y Fofito.
A través de la agencia Bardon Art, Daniel, junto a Santiago Scalabroni, dio comienzo a su prolongada etapa de dibujante de Disney para la agencia danesa Egmont, donde unos años después, se convirtió en uno de los dibujantes del Pato Donald de Europa. Su estilo, influenciado por Carl Barks en sus comienzos, se fue volviendo poco a poco más personal.
A comienzos de los años ochenta, decidió hacer una pausa en su trabajo, y por un par de años se estableció en París para profundizar sus conocimientos en pintura, y realizó una muestra de sus trabajos, donde el constructivismo y el cubismo dominaban su visión. Llegando al año 1984 se trasladó a Mallorca para continuar sus trabajos con la Disney. En la década de 1990 regresó a Argentina, dónde además de continuar con las historias de Donald, contando con la colaboración en el pasado a tinta, sucesivamente, de Raúl Barbero, Wanda Gattino, Rubén Torreiro y Ferran Rodríguez Sánchez, siguió incursionando en los diferentes estilos de pintura, entre ellos, el religioso.
Paralelamente, desde 1995, representó y supervisó el trabajo de varios dibujantes argentinos para la Egmont (Disney): José Massaroli, Aníbal Rodríguez Uzal, Gattino y  Carlos Valenti.
El 28 de enero de 2005 falleció víctima de un repentino ataque cardíaco.